# Velodrom (Berlin)
Das Velodrom ist eine der größten Veranstaltungshallen Berlins und eine Radrennbahn. Es bietet Platz für 12.000 Personen und ist das Zentrum des Berliner Radsports. Seit 1997 findet hier jährlich das Berliner Sechstagerennen (heute: Six Day Berlin) statt.
Eigentümer der Halle ist das Land Berlin. Betreiber ist die Firma Velomax Berlin Hallenbetriebs GmbH, eine hundertprozentigen Tochtergesellschaft der Apleona Group. Am 3. März 2023 hatte die Gegenbauer Unternehmensgruppe mit Sitz in Berlin eine Vereinbarung zum Zusammenschluss mit Apleona unterzeichnet. 

## Geschichte
Das Velodrom wurde im Rahmen der Berliner Bewerbung für die Olympischen Spiele 2000 von Dominique Perrault geplant. 1992 wurde der Entwurf vorgestellt, Der Baubeginn war im Juni 1993 – ein Vierteljahr vor der IOC-Entscheidung, die zugunsten von Sydney ausfiel. 1996 wurde das Bauwerk fertiggestellt. Als erste Veranstaltung fand ab dem 23. Januar 1997 das 86. Berliner Sechstagerennen statt. Die endgültige Fertigstellung und offizielle Übergabe erfolgte am 5. September 1997.
Zuvor befand sich auf dem Gelände die Werner-Seelenbinder-Halle. Mit einem Fassungsvermögen von rund 10.000 Menschen war die 1950 eröffnete Mehrzweckhalle Austragungsort verschiedener Sportwettkämpfe, Tagungsort der ersten SED-Parteitage, aber auch Kulisse für Musikkonzerte. Die Halle wurde 1992 geschlossen und zugunsten der geplanten Neubebauung abgerissen.
Zwischenzeitlich hieß die Halle für drei Jahre BerlinArena. Nach einem Rechtsstreit mit dem Betreiber der Arena Berlin in Berlin-Alt-Treptow wurde im Dezember 2003 beschlossen, sie auf den ursprünglichen Namen Velodrom zurückzubenennen.

## Architektur

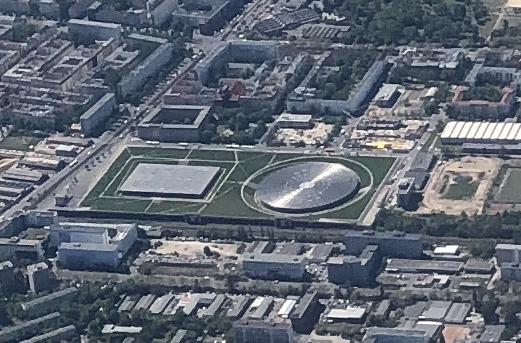
Das Velodrom (rechts) neben der Schwimm- und Sprunghalle im Europasportpark

Das Velodrom und die Schwimm- und Sprunghalle im Europasportpark liegen nebeneinander und sind fast vollständig in einen fünf Meter hohen aufgeschütteten Landschaftssockel versenkt, sodass Schauseiten und Fassaden völlig fehlen. Allein die mit Edelstahlgeflecht verkleideten Dachplattenkonstruktionen ragen als flache Scheiben einen Meter aus dem mit verschiedenen Sorten von Apfelbäumen bepflanzten, parkähnlichen Plateau heraus. Über dieses Gelände führen Freitreppen zu den Eingängen hinab.
Die tatsächliche Größe der Halle und insbesondere der Dachkonstruktion stehen im Kontrast zu diesem unscheinbaren Äußeren: Das Velodrom ist kreisförmig und hat einen Durchmesser von 142 Metern. Die Spannweite beträgt 115 Meter und ist damit die größte freitragende Stahldachkonstruktion in Europa. Der Dachkörper selbst ist 13 Meter hoch, 16 Stahlbetonrundpfeiler tragen dabei 3500 Tonnen Stahl. Die Gesamtkosten für die Anlage beliefen sich auf etwa 290 Millionen DM.

### Radrennbahn
Die Radrennbahn im Velodrom ist aus sibirischer Fichte und 250 Meter lang, damit entspricht sie den internationalen Normen des Weltradsportverbandes UCI. Vor den UEC-Bahn-Europameisterschaften 2017 wurde die 20 Jahre alte Bahn komplett ausgetauscht und dazu 200 Lattenringe aus sibirischer Fichte mit einer Gesamtlänge von 55 Kilometern neu verlegt. Unterkonstruktion und Geometrie blieben erhalten. Zudem wurde die Bahn an die neuesten Anforderungen in puncto Sicherheit und Technik angepasst. Dafür stellte die Senatsverwaltung für Inneres und Sport bis zu 1,6 Millionen Euro bereit.

## Verkehrsanbindung
Das Velodrom befindet sich an der Landsberger Allee in direkter Nähe zum gleichnamigen S-Bahnhof in Prenzlauer Berg, dem im Nordosten Berlins gelegenen Bezirk Pankow. 

## Bahnrekorde

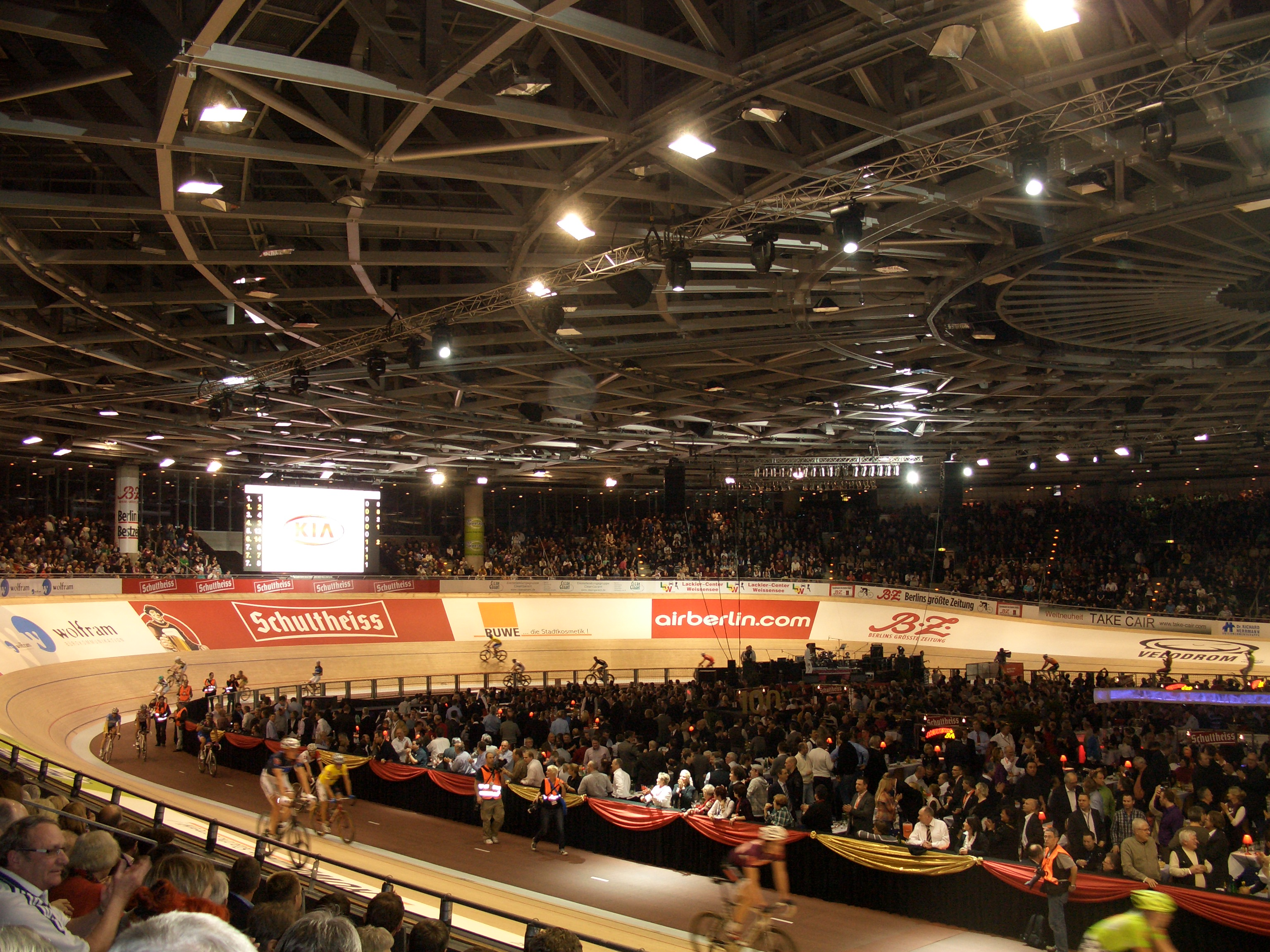
Innenraum beim Sechstagerennen

(Stand 30. Juli 2019)

### Frauen
| Disziplin                    | Name                                                              | Zeit         | Datum             |
| ---------------------------- | ----------------------------------------------------------------- | ------------ | ----------------- |
| 200 Meter, fliegender Start  | Stephanie Morton                                                  | 10,484 s     | 1. Dezember 2018  |
| 500 Meter, stehender Start   | Olena Starykowa                                                   | 33,210 s     | 2. Dezember 2018  |
| 500 m Teamsprint             | Russland Darja Schmeljowa Anastassija Woinowa                     | 33,210 s     | 2. Dezember 2018  |
| 3000 m Einerverfolgung       | Katie Archibald                                                   | 3:28,004 min | 20. Oktober 2017  |
| 4000 m Mannschaftsverfolgung | Großbritannien Katie Archibald Emily Kay Laura Kenny Emily Nelson | 4:16,153 min | 30. November 2018 |

### Männer
| Disziplin                    | Name                                                                  | Zeit         | Datum             |
| ---------------------------- | --------------------------------------------------------------------- | ------------ | ----------------- |
| 200 Meter, fliegender Start  | Mateusz Rudyk                                                         | 9,584 s      | 2. Dezember 2018  |
| 1000 Meter, stehender Start  | Quentin Lafargue                                                      | 1:00,560 min | 21. Oktober 2017  |
| 750 m Teamsprint             | Niederlande Nils van ’t Hoenderdaal Harrie Lavreysen Jeffrey Hoogland | 42,467 s     | 30. November 2017 |
| 4000 m Einerverfolgung       | Ivo Oliveira                                                          | 4:14,570 min | 21. Oktober 2017  |
| 4000 m Mannschaftsverfolgung | Australien Sam Welsford Alexander Porter Kelland O’Brien Leigh Howard | 3:51,210 min | 30. November 2018 |

## Veranstaltungen

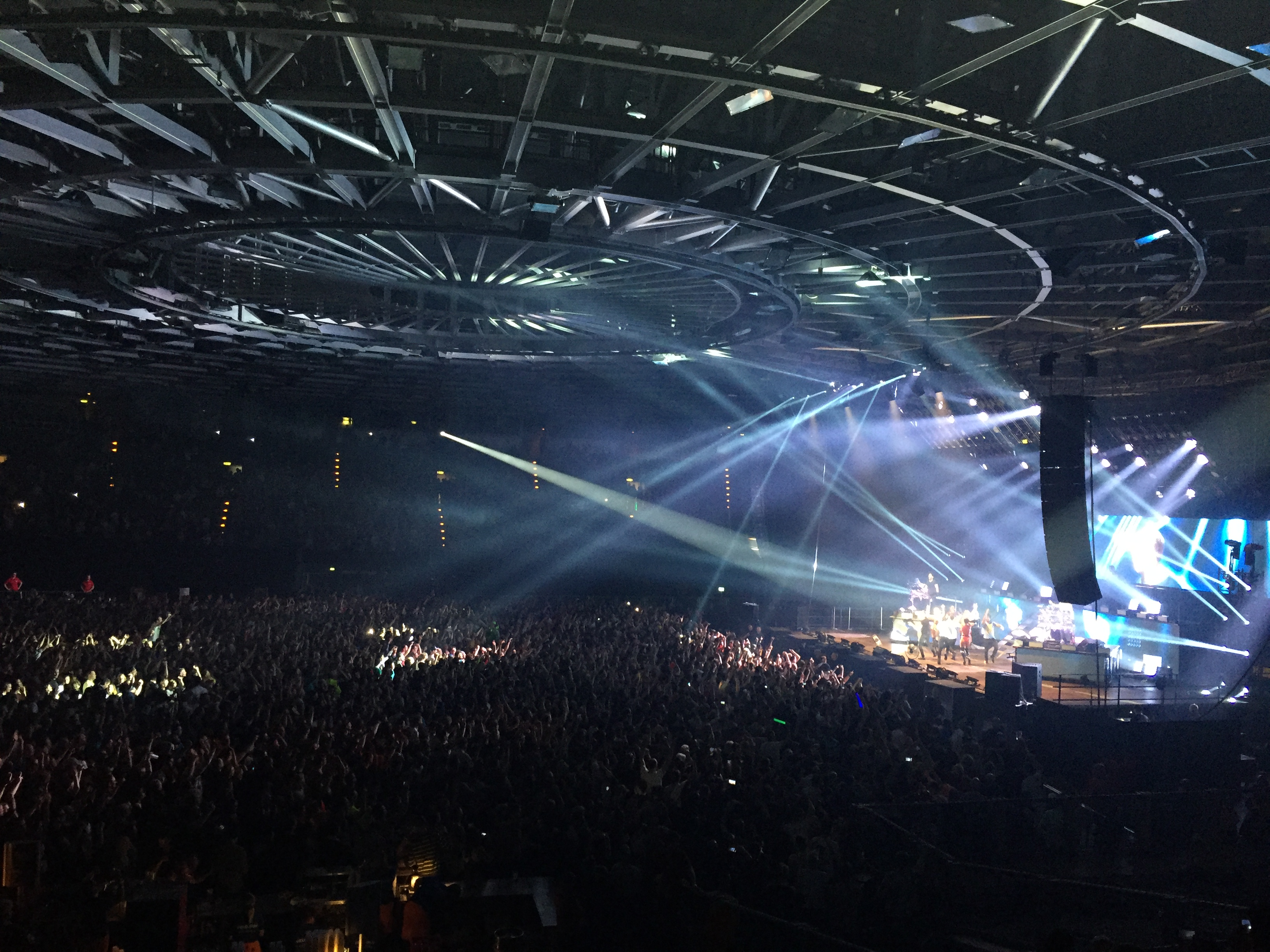
Hallenansicht beim Konzert von Scooter (2016)

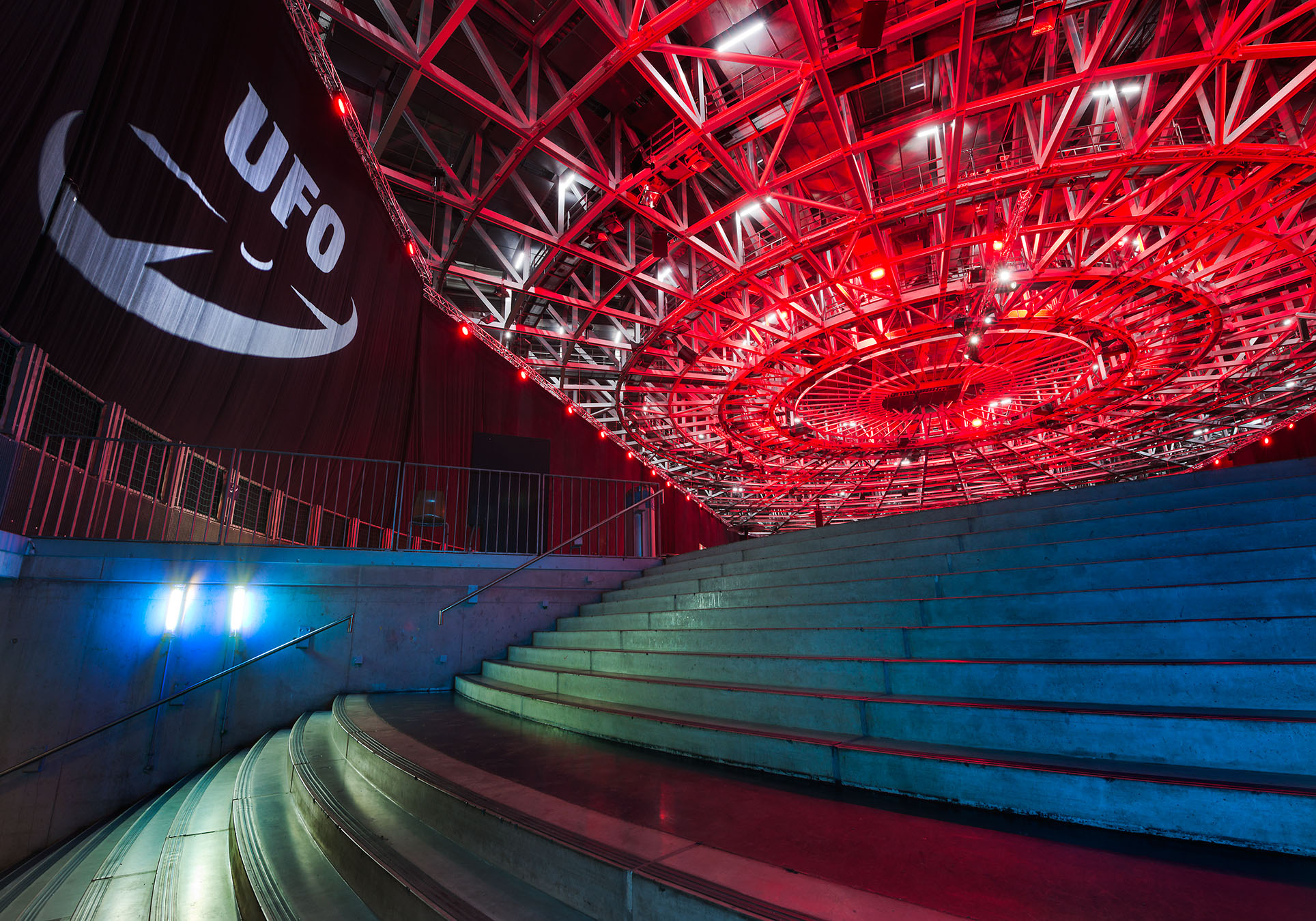
Das UFO im Velodrom

### Konzerte
Im Velodrom und im UFO gaben viele nationale und internationale Künstler und Bands Konzerte. Zu denen gehören u. a. Gossip, Britney Spears, Wolfgang Petry, a-ha, Bruce Springsteen, Robbie Williams, Böhse Onkelz, Modern Talking, Marilyn Manson, Anastacia, Daft Punk, Rammstein, Tokio Hotel, Gwen Stefani, Take That, The Cure, die Beastie Boys, Depeche Mode, Genesis, die Gorillaz, Deichkind, The Prodigy, Moderat, Florence + the Machine, Scooter, 50 Cent, Helene Fischer, Kiss, AC/DC, George Michael, Metallica, Destiny’s Child, R. Kelly, Bryan Adams, Kylie Minogue, DJ BoBo, Nena, Peter Gabriel, Red Hot Chili Peppers, Justin Timberlake, Christina Aguilera, Meat Loaf, Pur, Radiohead, Tom Jones, Xavier Naidoo, James Last, Queen, Billy Talent, Paul Kalkbrenner, Lana Del Rey, Sunrise Avenue, Amon Amarth, Machine Head, Evanescence, Within Temptation, The Halo Effect.
Für Konzerte bis 5000 Zuschauer werden die Oberränge schwarz abgehängt und der Veranstaltungsort dann „UFO“ genannt.

### Sportereignisse
Seit 1997 findet im Velodrom jährlich das Berliner Sechstagerennen (jetzt: Six Day Berlin) statt.
2007, 2011, 2014, 2015 und 2019 wurden im Velodrom die Deutschen Bahnradmeisterschaften ausgetragen.
1999 sowie 2020 fanden die UCI-Bahn-Weltmeisterschaften dort statt. 
2017 fanden hier die Bahneuropameisterschaften statt und im Jahr darauf ein Lauf des Bahnrad-Weltcups. 
2014 wurden im Velodrom Teile der Schwimmeuropameisterschaften ausgetragen.
Seit 2018 fanden im Velodrom die dreitägigen Qualifikationsturniere der CrossFit Games für die Europe Regionals statt.